# Élections sénatoriales de 1995 dans le Haut-Rhin
Les élections sénatoriales dans le Haut-Rhin ont eu lieu le dimanche 24 septembre 1995. 

## Contexte départemental
Lors des élections sénatoriales du 28 septembre 1986 dans le Haut-Rhin, trois sénateurs ont été élus, deux UDF et un RPR.
Depuis, tous les effectifs du collège électoral des grands électeurs ont été renouvelés, avec les élections législatives de 1993, les élections régionales françaises de 1992, les élections cantonales de 1992 et 1994 et les élections municipales françaises de 1995.

## Sénateurs sortants
| Sénateur | Sénateur       | Parti | Groupe | Autres mandats      |
| -------- | -------------- | ----- | ------ | ------------------- |
|          | Hubert Haenel  | RPR   | RPR    | Maire de Lapoutroie |
|          | Pierre Schielé | UDF   | RDE    | Maire de Thann      |
|          | Henri Goetschy | UDF   | UC     | Conseiller général  |

## Résultats
| Candidat       | Candidat             | Parti          | Premier tour | Premier tour | Second tour | Second tour |
| Candidat       | Candidat             | Parti          | Voix         | %            | Voix        | %           |
| -------------- | -------------------- | -------------- | ------------ | ------------ | ----------- | ----------- |
|                | Hubert Haenel        | RPR            | 1 041        | 60,91        |             |             |
|                | Jean-Marie Bockel    | PS             | 625          | 36,57        | 780         | 46,68       |
|                | Jean-Louis Lorrain   | UDF            | 580          | 33,94        | 874         | 52,30       |
|                | Daniel Eckenspieller | UDF            | 505          | 29,55        | 836         | 50,03       |
|                | Pierre Egler         | UDF            | 380          | 22,24        | 100         | 5,98        |
|                | René Danesi          | UDF            | 243          | 14,22        |             |             |
|                | Pierre Hussherr      | DVD            | 200          | 11,70        | 6           | 0,36        |
|                | Liliane Gall         | DIV            | 187          | 10,94        | 144         | 8,62        |
|                | Pierre Brand         | UDF            | 165          | 9,65         | 2           | 0,12        |
|                | Charles Buttner      | UDF            | 139          | 8,13         | 2           | 0,12        |
|                | Jean-Paul Diringer   | UDF            | 115          | 6,73         |             |             |
|                | Gérard Freulet       | FN             | 100          | 5,85         | 1           | 0,06        |
|                | Bernard Simon        | DVD            | 66           | 3,86         | 37          | 2,21        |
|                | Jacques Cordonnier   | ADA            | 31           | 1,81         | 22          | 1,32        |
|                | Lothaire Muller      | DVD            | 16           | 0,94         | 15          | 0,90        |
|                |                      |                |              |              |             |             |
| Inscrits       | Inscrits             | Inscrits       | 1 754        | 100,00       | 1 754       | 100,00      |
| Abstentions    | Abstentions          | Abstentions    | 12           | 0,68         | 15          | 0,86        |
| Votants        | Votants              | Votants        | 1 742        | 99,32        | 1 739       | 99,14       |
| Blancs et nuls | Blancs et nuls       | Blancs et nuls | 33           | 1,89         | 68          | 3,91        |
| Exprimés       | Exprimés             | Exprimés       | 1 709        | 98,11        | 1 671       | 96,09       |

## Sénateurs élus
| Sénateur | Sénateur             | Parti |
| -------- | -------------------- | ----- |
|          | Hubert Haenel        | RPR   |
|          | Jean-Louis Lorrain   | UDF   |
|          | Daniel Eckenspieller | UDF   |